# Higueral, Veracruz
Higueral är en ort i Mexiko.   Den ligger i kommunen Tuxpan och delstaten Veracruz, i den sydöstra delen av landet, 240 km nordost om huvudstaden Mexico City. Higueral ligger 25 meter över havet och antalet invånare är 880.
Terrängen runt Higueral är platt. Runt Higueral är det ganska tätbefolkat, med 160 invånare per kvadratkilometer. Närmaste större samhälle är Tuxpan de Rodríguez Cano, 9,4 km öster om Higueral. Trakten runt Higueral består till största delen av jordbruksmark.